# مارتينا ريتر
مارتينا هاوينسشيلد (بالألمانية: Martina Ritter)‏ (و. 1982  م) هي دراجة نمساوية، ولدت في لينتس، شاركت في ركوب الدراجات في الألعاب الأولمبية الصيفية 2016.

## سباقات أو مراحل فاز بها
| التاريخ        | السباق                                             | المركز                  |
| -------------- | -------------------------------------------------- | ----------------------- |
| 17 مايو 2012   | سباق الطريق ضد الساعة للسيدات في بطولة النمسا 2012 | المركز الثاني           |
| 24 يونيو 2012  | سباق الطريق للسيدات في بطولة النمسا 2012           | المركز الثاني           |
| 08 يوليو 2012  | Tour de Feminin - O cenu Českého Švýcarska 2012    | المركز الثالث           |
| 02 سبتمبر 2012 | Memorial Davide Fardelli (women's race) 2012       | المركز الثاني           |
| 09 مايو 2013   | سباق الطريق ضد الساعة للسيدات في بطولة النمسا 2013 | الفائز في التصنيف العام |
| 23 يونيو 2013  | سباق الطريق للسيدات في بطولة النمسا 2013           | المركز الثاني           |
| 07 يوليو 2013  | Tour de Feminin - O cenu Českého Švýcarska 2013    | المركز الثالث           |
| 15 سبتمبر 2013 | 2013 Chrono Champenois–Trophée Européen            | التاسع في التصنيف العام |
| 01 يونيو 2014  | 2014 Auensteiner-Radsporttage                      | المركز الثاني           |
| 06 يونيو 2014  | 2014 Nagrada Ljubljane TT                          | الفائز في التصنيف العام |
| 27 يونيو 2014  | سباق الطريق ضد الساعة للسيدات في بطولة النمسا 2014 | الفائز في التصنيف العام |
| 28 يونيو 2014  | سباق الطريق للسيدات في بطولة النمسا 2014           | المركز الثالث           |
| 26 يونيو 2015  | سباق الطريق ضد الساعة للسيدات في بطولة النمسا 2015 | الفائز في التصنيف العام |
| 27 يونيو 2015  | سباق الطريق للسيدات في بطولة النمسا 2015           | الفائز في التصنيف العام |
| 25 يونيو 2016  | سباق الطريق للسيدات في بطولة النمسا 2016           | المركز الثاني           |
| 25 يونيو 2016  | سباق الطريق ضد الساعة للسيدات في بطولة النمسا 2016 | الفائز في التصنيف العام |
| 23 يونيو 2017  | سباق الطريق ضد الساعة للسيدات في بطولة النمسا 2017 | الفائز في التصنيف العام |
| 25 يونيو 2017  | سباق الطريق للسيدات في بطولة النمسا 2017           | الفائز في التصنيف العام |
| 29 يونيو 2018  | سباق الطريق ضد الساعة للسيدات في بطولة النمسا 2018 | الفائز في التصنيف العام |

## روابط خارجية
- مارتينا ريتر على موقع الاتحاد الدولي للدراجات (الإنجليزية)
- مارتينا ريتر على موقع أرشيف الدراجات (الإنجليزية)
- مارتينا ريتر على موقع إحصائيات الدراجات الإحترافية (الإنجليزية)
- مارتينا ريتر على موقع نسبة الدراجات (الإنجليزية)
- مارتينا ريتر على موقع أوليمبيديا (الإنجليزية)